# Engcobo
Engcobo es un municipio de la provincia de Cabo Oriental en Sudáfrica, con una población estimada en marzo de 2016 de 162 014 habitantes.
Se encuentra en el centro de la provincia, al sur de la frontera con Lesoto y al norte de la costa del océano Índico. 